# 卢弗雷
卢弗雷是葡萄牙波尔图区的一个堂区。总面积6.29平方公里，总人口1799人，人口密度286人/平方公里。